# Yamanoue no Okura
Yamanoue no Okura (山上 憶良) (660–733) fue un poeta japonés, conocido por sus poemas de niños y plebeyos. Muestras de sus poemas se encuentran en el Man'yōshū y su escritura tiene profundas influencias chinas. Como otros poemas japoneses de su tiempo, su obra enfatizó la moralidad basada en la enseñanzas de Confucio y Budismo. Nació probablemente en 660 pues su decimoquinto volumen, publicado en 733, se encuentra la frase "en este año tempo 74".
El padre de Yamanoue fue un médico del reino de Baekje, una postura criticada por historiadores como Kazuo Aoki y Arikiyo Saeki en sus respectivos trabajos,
 que huyó a Japón después de que Baekje cayera ante Silla y Tang. Yamanoue llegó a Japón cuando era niño. Yamanoue no Okura fue a una embajada a la China Tang en 701 y regresó a Japón en 707. En los años siguientes a su regreso desempeñó varios oficios oficiales. Fue Gobernador de Hōki (más o menos actual Tottori), tutor del príncipe regente, y Gobernador de Chikuzen.